# Chinnaswamy Muniyappa
Chinnaswamy Muniyappa (1 januari 1977) is een professional golfer  uit India. 
Muniyappa wordt in de pers C Minuyappa genoemd, zijn voornaam is moeilijk te vinden. Toen hij zeven jaar was werd hij caddie op de Karnataka Golf en verdiende één roepie per dag. Hij heeft van de goede spelers afgekeken hoe een swing moest zijn en heeft nooit les gehad. Hij speelt liever dan hij oefent. Hij heeft geen amateurscarrière.

## Professional
Muniyappa werd in 1996 professional. In 2009 had hij voor het eerst een spelerskaart voor op de Aziatische PGA Tour. In zijn rookieseizoen won hij in eigen land het Indian Open na een play-off tegen Koreaan Sung Lee. Het leverde hem bijna 200.000 dollar op, ruim het tienvoudige van hetgeen hij tot dusver verdiend had.

## Gewonnen
PGA India
- 2008 Toyota Altis Eagleton Open

Aziatische Tour
- 2009: Indian Open op de DLF Golf and Country Club